# 高德纳咨询公司
高德纳公司（英語：Gartner，：IT），又譯顧能公司，是美国一家从事信息技术研究和顾问的公司。其总部位于康涅狄格州的斯坦福。公司创立于1979年。2001年前曾用名为高德納集團（The Gartner Group，又譯顧能集團）。截止至2017年7月，公司共有13,300名员工。2016年，该公司营业额达24.4亿美元，其中40%来自美国以外的地区。